# Szakkollégium
 A szakkollégium a hazai tehetséggondozási rendszer eleme, sajátos jogintézmény, öntevékeny személyegyesülés a magyar nyelvű felsőoktatás rendszerében. Egyes álláspontok szerint egyenesen "hungarikum" a maga nemében. Tagjainak, a szakkollégistáknak - akik rendszerint egyetemi/főiskolai hallgatók vagy más egyetemi polgárok - igyekszik megteremteni a (nemzetközi viszonylatban is) magas szakmai színvonal eléréséhez a megfelelő környezetet. A szakkollégium alapító irata sokféle lehet, de rendszerint a tagok együttlakásának tényén alapul, s célul tűzi ki a társadalmilag érzékeny és jól informált értelmiségiek képzését, a szakkollégisták tehetséggondozását, önkiteljesedésének elősegítését. A szakkollégiumi tehetséggondozás kettős céljaként az OFI 2010/12-es kutatás során megkérdezett szakértők rendszerint: A) az eltömegesedő felsőoktatásban a tehetséges diákok megtalálását, tehetségük kibontakoztatását, fejlesztését, valamint B) a társadalmi hátrányokkal küzdő diákok esélyeinek kiegyenlítésére irányuló oktatási tevékenységet jelölték meg.

## A szakkollégiumok szervezetei
A szakkollégiumok sajátos vezető-koordinációs intézménnyel, a Szakkollégiumok Egyeztető Fórumával hangolják össze tevékenységüket, mely testületi koordinációs szerv ülését InterKoll-nak hívják. Intézményrendszerükön belül önálló minősítő rendszert Minősítő Bizottságot és ún. Minősítést Segítő Bizottságot működtetnek. A Minősítő Bizottság döntése szerint megkülönböztetnek egy illetve három évre minősített szakkollégiumot, szakkollégiumi ígéretet és egyéb szakkollégiumot. Hatályos jogunk megkülönbözteti még az ún. roma szakkollégiumot. Jelenleg hazánkban a szakkollégiumok amolyan reneszánszukat élik, mondhatni szakkollégium-alapítási lázban ég az ország: a szakkollégiumok száma lassan meghaladja a százötvenet.

## Az első szakkollégiumok
Az Eötvös József Collegiumot, mely ma az ELTE BTK, TÁTK, TTK és IK szakkollégiuma, 1895-ben alapították, testvérét, a szegedi Eötvös Loránd Kollégiumot pedig 1931-ben. A Rajk László Szakkollégium, a Budapesti Közgazdaságtudományi Egyetem első, 1970-ben megalakult szakkollégiuma sokáig egyedüli ilyen intézményként működött, majd sorban szerveződtek meg új társai. A szakkollégiumok aktív részt vállaltak a rendszerváltás idejének politikai vitáiban.
A rendszerváltás előtti idők hatalommal szembeni kritikája, a szabadabb szellemi műhely hangulata ugyan jelentősen átalakult a 90-es évekre, mégis megtalálták helyüket, új szerepüket a megváltozott körülmények között is. Az elmúlt évtizedek során a szakkollégiumi mozgalom heterogénebbé vált, növekedett, befolyása, támogatása egyre erősödött. Elég csak arra gondolnunk, hogy a kollégiumok végzettjei az akadémiai, gazdasági és politikai elit meghatározó szereplőivé váltak, növelve ezzel a mozgalom támogatottságát, befolyását.
Jelenleg főképp az egyre nagyobb létszámot befogadó magyar felsőoktatásban igyekeznek a minőségi képzést segíteni.

## A szakkollégiumi mozgalom hatályos jogi szabályozása
Felsőoktatási Törvényben található definíció alapján a szakkollégium meghatározása:
„A szakkollégium célja, hogy saját szakmai program kidolgozásával magas szintű, minőségi szakmai képzést nyújtson, segítve a kiemelkedő képességű hallgatók tehetséggondozását, közéleti szerepvállalását, az értelmiségi feladatokra történő felkészülés tárgyi és személyi feltételeinek megteremtését, a társadalmi problémákra érzékeny, szakmailag igényes értelmiség nevelését. A szakkollégium az önkormányzatiság elvére és a szakkollégisták öntevékenységére épül, a szakkollégium tagsága dönt különösen a kollégiumi tagsági jogviszony keletkezéséről vagy megszűnéséről, az önálló szakkollégium szervezeti és működési szabályzatának elfogadásáról, a szakkollégium szakmai programjáról és az ahhoz kötődő szakmai teljesítményekre vonatkozó követelményekről.”
A fenti definícióból következik, hogy a szakkollégiumiság lényegi elemei a szakmai munka, a közéleti szerepvállalás, a felelős értelmiségi lét és az önkormányzatiság; ugyanakkor nem alapfeltétel az együttlakás, az egy kollégiumban való elhelyezés. Ezen meghatározás alapján 2007 januárjában összesen 46 darab működő szakkollégium létezett Fazekas (2007) kutatása szerint.
A szakkollégiumi mozgalom hatályos jogi szabályozásának kereteit a Kormány a nemzeti felsőoktatási kiválóságról szóló 24/2013. (II. 5.) Korm. sz. rendelete határozza meg. Ez az ún. „kiválósági rendelet” az NfTv. 110. § (1) bekezdés 1., 12., 20. és 21. pontjában, a 33. § a)–b) pontja tekintetében a jogalkotásról szóló 2010. évi CXXX. törvény 31. § (1) bekezdés b) pontjában foglalt felhatalmazás alapján, az Alaptörvény 15. cikk (1) bekezdésében meghatározott feladatkörében eljárva készült. A jogforrás 5. pontja, a 19-24. §§, a szakkollégiumi tehetséggondozásról szól.

### Az ún. kiválósági rendelet vonatkozó szövegéről
A kiválósági rendelet teoretikusan kijelenti, hogy a szakkollégiumok fontos szerepet töltenek be a kiemelkedő képességű hallgatók tehetséggondozásában. Lényeges a 19. § (1) vonatkozásában, hogy állami támogatásra csak a kiválósági rendeletnek megfelelően működő szakkollégiumok szakkollégium jogosult. Ezzel a 19. § deklarálja a szakkollégiumok irányában fennálló állami szerepvállalás tényét, majd a szakkollégiumok rövid definícióját adja meg. Ezt követően a szakkollégiumok célját és működési alapelveit fogalmazza meg. Eszerint a szakkollégium célja, hogy saját szakmai program kidolgozásával magas szintű, minőségi szakmai képzést nyújtson, segítve a kiemelkedő képességű hallgatók tehetséggondozását, közéleti szerepvállalását, az értelmiségi feladatokra történő felkészülés tárgyi és személyi feltételeinek megteremtését, a társadalmi problémákra érzékeny, szakmailag igényes értelmiség nevelését.
Az említett definíció szerint a szakkollégium az önkormányzatiság elvére és a szakkollégisták öntevékenységére épülő tehetséggondozó szervezet. Ennek körében a szakkollégium tagsága dönt a kollégium szakmai programjáról, illetve az ahhoz kötődő szakmai teljesítményekre vonatkozó követelményekről.
Ezt követően, mintegy a jogszabály összefoglalásaként három pontban meghatározza a szakkollégiumok szervezeti ismérveit. Eszerint a szakkollégium rendelkezik
1. létesítő okirattal,
2. szervezeti és működési szabályzattal,
3. rendelkezik képzési programmal.

Az 1. és 2. együttesen rögzítik:
1. a szakkollégium céljait,
2. működési elveit,
3. a szakkollégiumi tagsági jogviszony keletkezését, megszűnését,
4. a tagsági formákat,
5. a vezetőség választásának eljárását
6. a tagság szakmai feltételeit,
7. a képzési vállalásokat,
8. a szakmai teljesítmény elfogadásának elveit,
9. a képzési program elvégzésének kötelezettségét.

A szakkollégiumi célok között szerepelnie kell:
- a felsőoktatási intézmények oktatási tevékenységén túlmenő szakmai képzésnek,
- önképzési lehetőség nyújtása a tagoknak,
- a társadalom iránt elkötelezett értelmiségi réteg nevelésének
- és az autonómia biztosításának.

A 20. § a szakkollégium nyitottságáról szól, majd részletezi a szakkollégium, a kollégium és a felsőoktatási intézmény viszonyait. A kettős nyitottsági szabály szerint egyrészt a szakkollégium szolgáltatásait igénybe veheti az a hallgató is, aki nem rendelkezik kollégiumi tagsági viszonnyal, másrészt a szakkollégium tagja lehet bármely felsőoktatási intézmény hallgatója. Ha a szakkollégium felsőoktatási intézmény részeként működik, feladatait a felsőoktatási intézmény költségvetésében meghatározott keretek között látja el, ha diákotthon keretében működik, működésének alapfeltétele felsőoktatási intézménnyel kötött megállapodás.
A 22. § vezeti be a roma szakkollégium fogalmát, melynek célja kiemelten a roma fiatalok tehetségének támogatása. Roma szakkollégium minden olyan szakkollégium, amelynek létesítő okirata ezt kimondja, valamint céljai között szerepel a roma értelmiségi utánpótlás biztosítása, és tevékenységében törekszik a roma identitású hallgatók tehetséggondozására.

## Szakkollégiumok
- Mikó Imre Szakkollégium
- Bercsényi Építész Szakkollégium
- BCE EVK Szakkollégium
- BCE Fiatal Autonóm Közgazdászok Társasága Szakkollégium
- BCE Gyakorlati Diplomácia Szakkollégiuma
- BCE Heller Farkas Szakkollégium
- BCE Rajk Szakkollégium
- BCE Széchenyi István Szakkollégium
- BCE Társadalomelméleti Kollégium
- Boldog Terézia Katolikus Egyetemi Feminine Studies Szakkollégium (Debrecen)
- BME Építész Szakkollégium
- BGE Lámfalussy Sándor Szakkollégium
- BGE Káldor Miklós Szakkollégium
- BGE Gundel Károly Szakkollégium
- BME Zielinski Szilárd Szakkollégium
- BME Energetikai Szakkollégium
- BME Gépész Szakkollégium
- BME Közlekedésmérnöki Szakkollégium
- BME Liska Tibor Szakkollégium
- BME Management Szakkollégium
- BME Műegyetemi Innovációs Szakkollégium
- BME Simonyi Károly Szakkollégium
- BME Szent-Györgyi Albert Szakkollégium
- BME Wigner Jenő Szakkollégium
- BME KommON Kommunikációs Szakkollégium
- Boldog Terézia Katolikus Egyetemi Feminine Studies Szakkollégium: https://web.archive.org/web/20090803184139/http://www.boldogterezia.extra.hu/index2.html
- Budapesti Protestáns Felsőoktatási Szakkollégium
- Debreceni Egyetemi Közgazdász Szakmai Műhely (DEX Műhely)
- DE-ZK Gulyás György Szakkollégium
- DE Hatvani István Szakkollégium
- DE-ATC Kerpely Kálmán Szakkollégium
- DE Pálffy István Színházi Szakkollégium: http://www.piszsz.unideb.hu/?page_id=3%5B%5D
- DE Sántha Kálmán Szakkollégium
- DE-ATC Tormay Béla Szakkollégium
- Don Bosco Pedagógiai Szakkollégium
- EKE Kepes György Szakkollégium Archiválva 2018. március 31-i dátummal a Wayback Machine-ben
- ELTE Bibó István Szakkollégium
- ELTE Bolyai Kollégium
- ELTE Eötvös József Collegium
- ELTE Illyés Sándor Szakkollégium
- ELTE Navratil Ákos Szakkollégium
- ELTE Társadalomtudományi Szakkollégium
- Gyakorlati Diplomácia Szakkollégiuma
- Iosephinum Kollégium és Szakkollégium Archiválva 2007. november 10-i dátummal a Wayback Machine-ben
- Jánossy Ferenc Szakkollégium (ÓE)
- KE Csokonai Vitéz Mihály Szakkollégium
- KE Baka József Szakkollégium
- KE Guba Sándor Agrártudományi és Természetmegőrzési Szakkollégium
- KE Takáts Gyula Művészeti Szakkollégium
- Kepes György Szakkollégium - Eger
- Kecskeméti Főiskola Szakkollégiuma
- Kölcsey Ferenc Protestáns Szakkollégium
- Luther Márton Szakkollégium
- Max Weber Szociológiai Szakkollégium (Kolozsvár)
- Mathias Corvinus Collegium
- Mikó Imre Jog- és Közgazdaságtudományi Szakkollégium (Kolozsvár)
- ME ÁJK Bruckner Győző Tehetséggondozó Szakkollégium
- ME BTK Kabdebó Lóránt Multidiszciplináris Szakkollégium
- ME ETK Selye János Szakkollégium
- ME GEIK Terplán Zénó Szakkollégium
- ME GTK Hantos Elemér Szakkollégium
- ME Hálózattudományi Szakkollégium
- Nemzeti Közszolgálati Egyetem Hadtudományi és Honvédtisztképző Kar Biztonságpolitikai Szakkollégium
- Nemzeti Közszolgálati Egyetem Közigazgatás-tudományi Kar Ostrakon Szakkollégium Archiválva 2020. szeptember 18-i dátummal a Wayback Machine-ben
- NKE HHK Műszaki Szakkollégium
- NKE Közigazgatás-tudományi Kar Magyary Zoltán Szakkollégium
- NKE Rendészettudományi Kar Szent György Szakkollégiuma
- NYME-KTK Gidai Erzsébet Közgazdaságtudományi Szakkollégium
- NYME-BPK Szociálpedagógia Szakkollégium
- NYME-BTK Németh László Szakkollégium
- NYME-MNSK Békefi Antal Szakkollégium
- NYME-TTK Kunc Adolf Szakkollégium
- Prohászka Műhely Szakkollégium
- OE Galamb József Integrált Project Szakkollégium
- OE Kandó Kálmán Villamosmérnöki Szakkollégium
- PE - Jedlik Ányos Szakkollégium
- PMSZ Pozsonyi Magyar Szakkollégium
- PTE Grastyán Endre Szakkollégium
- PTE Janus Pannonius Közgazdasági Szakkollégium
- PTE Kerényi Károly Szakkollégium https://web.archive.org/web/20120528075002/http://kerenyi.btk.pte.hu/
- PTE Óriás Nándor Szakkollégium
- PTE TTK Szentágothai János Protestáns Szakkollégium http://szjszk.ttk.pte.hu
- PTE Wlislocki Henrik Szakkollégium
- PTE ÁOK Romhányi György Szakkollégium ()
- SE-TSK Kerezsi Endre Szakkollégium
- Sík Sándor Piarista Egyetemi Szakkollégium
- SOTE Korányi Frigyes Szakkollégium
- SOTE Selye János Doktorandusz Szakkollégium
- Summa Vitae Alapítvány Kollégium
- SZE Baross Gábor Műszaki Szakkollégium http://www.sze.hu/bgsz/ 2016 óta jogfolytonosan Winkler Gábor Mérnöki Szakkollégium
- SZE Batthyány Lajos Szakkollégium http://www.sze.hu/blszk/
- SZE Kautz Gyula Közgazdász Szakkollégium https://web.archive.org/web/20081217090125/http://www.kautz.hu/
- SZE Neumann János Informatikai Szakkollégium
- Szent Ignác Jezsuita Szakkollégium
- Szent László Katolikus Szakkollégium Archiválva 2021. január 25-i dátummal a Wayback Machine-ben (Győr)
- SZIE Deák Tibor Szakkollégium
- SZIE Vidékfejlesztési Szakkollégium
- SZTE Eötvös Loránd Kollégium
- SZTE Móra Ferenc Szakkollégium
- SZTE Szegedi Társadalomtudományi Szakkollégium
- Szent Imre Szakkollégium (Szeged)
- Vidékfejlesztő Szakkollégium
- Virtuális Szakkollégium (MÜTF)
- WISZ Wáli István Református Cigány Szakkollégium
- Biztonságpolitikai Szakkollégium

### Szakkollégium jellegű intézmények
- Ady Endre Közgazdasági Szakkollégium – középiskolai szk.
- Erasmus Kollégium
- Márton Áron Szakkollégium (Budapest, Debrecen, Pécs, Szeged)
- Mathias Corvinus Collegium
- Romaversitas Láthatatlan Kollégium
- Táncsics Mihály Kollégium Speciális Részlege – középiskolai szk.
- Vécsey János Környezetvédelmi Szakkollégium (Budapest)
- Wigner Jenő Kollégium
- Roma Értelmiségi Műhely [5]